# Giải René Clair
Giải René Clair (tiếng Pháp: Prix René-Clair) là một giải thưởng hàng năm của Viện Hàn lâm Pháp dành cho toàn bộ tác phẩm điện ảnh của một nhà làm phim. Giải được thiết lập năm 1994 và được đặt theo tên nhà làm phim René Clair.
Riêng năm 1995, ngoài giải chính, Viện Hàn lâm Pháp còn trao 2 huy chương bạc mạ vàng cho các tác phẩm phê bình điện ảnh của Pierre Billard và Jean-Michel Frodon.

## Những người đoạt giải
- 1994: Alexandre Astruc
- 1995: Robert Bresson
- 1995: Pierre Billard (huy chương bạc mạ vàng cho tác phẩm: L'Âge classique du cinéma français. Du cinéma parlant à la Nouvelle vague)
- 1995: Jean-Michel Frodon (huy chương bạc mạ vàng cho tác phẩm: L'Âge moderne du cinéma français. De la Nouvelle Vague à nos jours)
- 1996: Édouard Molinaro
- 1997: Jacques Rozier
- 1998: Constantin Costa-Gavras
- 1999: Roman Polanski
- 2000: Patrice Leconte
- 2001: Agnès Jaoui và Jean-Pierre Bacri
- 2002: Agnès Varda
- 2003: André Téchiné
- 2004: Alain Corneau
- 2005: Claude Chabrol
- 2009: Bertrand Tavernier
- 2010: Xavier Giannoli
- 2011: Danièle Thompson